# 仆固乙突

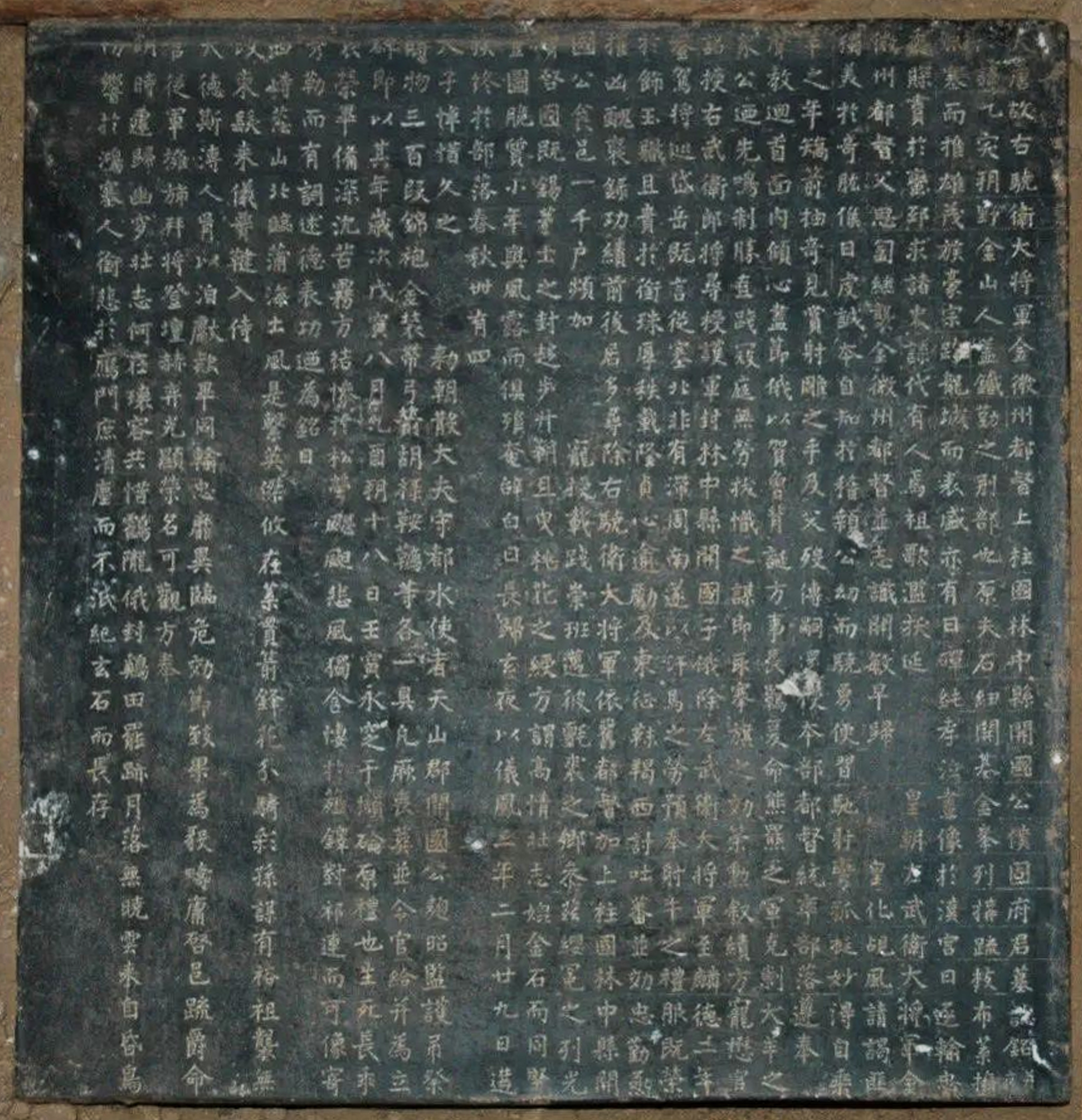
仆固乙突墓志

仆固乙突（635年—678年），鐵勒僕固部人，唐朝安北都护府辖下金微州都督。657到678年之间参加唐军，“东征靺羯西讨吐蕃”，并于乾封元年（666年）参加唐高宗李治的泰山封禅，卒于高宗仪凤三年。
2009年7月由蒙古国与俄罗斯联合考古队于蒙古国中央省扎马尔县发掘仆固乙突墓（位处乌兰巴托西北280公里，在土拉河东岸和北岸），其中有墓志铭“大唐故右骁卫大将军金微州都督上柱国林中县开国公仆固府君墓志铭并序”，详细记载了其生平。

## 墓志内容
墓志内容如下：
大唐故右驍衛大將軍金微州都督上柱國林中縣開國公仆固府君墓志銘並序 / 公諱乙突，朔野金山人，蓋鐵勤之別部也。原夫石紐開基，金峰列構，疏枝布葉，擁 / □塞而推雄，茂族豪宗，跨龍城而表盛。亦有日磾純孝，泣畫像於漢宮，日逐輸忠， / 委□□於鑾邳。求諸史諜，代有人焉。祖歌濫拔延，皇朝左武衛大將軍、金 / 微州都督。父思匐，繼襲金微州都督。並志識開敏，早歸皇化，覘風請謁，匪 / 獨美於奇肱，候日虔誠，本自知於稽顙。公幼而驍勇，便習馳射，彎弧挺妙，得自乘 / 羊之年，矯箭抽奇，見賞射雕之手。及父歿傳嗣，遂授本部都督，統率部落，遵奉 / 聲教。回首面內，傾心盡節。俄以賀魯背誕，方事長羈，爰命熊羆之軍，克剿犬羊之 / 眾。公乃先鳴制勝，直踐寇庭，無勞拔幟之謀，即取搴旗之效。策勛敘績，方寵懋官， / 詔授右武衛郎將，尋授護軍，封林中縣開國子，俄除左武衛大將軍。至麟德二年，/鑾駕將巡岱岳，既言從塞北，非有滯周南，遂以汗馬之勞，預奉射牛之禮。服既榮 / 於飾玉，職且貴於銜珠，厚秩載隆，貞心逾勵。及東征靺鞨，西討吐蕃，並效忠勤，亟 / 摧凶丑。裒錄功績，前后居多，尋除右驍衛大將軍，依舊都督，加上柱國，林中縣開 / 國公，食邑一千戶。頻加寵授，載踐崇班，邁彼氈裘之鄉，參茲纓冕之列。光 / 膺啟國，既錫茅土之封，趨步升朝，且曳桃花之綬。方謂高情壯志，媲金石而同堅，/ 豈圖脆質小年，與風露而俱殞。奄辭白日，長歸玄夜。以儀鳳三年二月廿九日遘 / 疾，終於部落。春秋卌有四。/ 天子悼惜久之，敕朝散大夫、守都水使者天山郡開國公麴昭，監護吊祭， / 賻物三百段，錦袍金裝帶弓箭胡祿鞍韉等各一具。凡厥喪葬，並令官給，並為立 / 碑。即以其年歲次戊寅八月乙酉朔十八日壬寅，永窆於纈碖原，禮也。生死長乖，/ 哀榮畢備，深沉苦霧，方結慘於鬆塋，飋[風+日]悲風，獨含淒於薤鐸。對祁連而可像，寄□勒而有詞，述德表功，乃為銘曰：/西歭蔥山，北臨蒲海，土風是系，英杰攸在。葉貫箭鋒，花分騎彩，孫謀有裕，祖襲無 / 改。束發來儀，腰鞬入侍，/ 天德斯溥，人胥以洎。獻款畢同，輸忠靡異，臨危效節，致果為毅。疇庸啟邑，疏爵命 / 官，從軍擁旆，拜將登壇。赫弈光顯，榮名可觀，方奉 / 明時，遽歸幽穸。壯志何在，瓌容共惜，鶴隴俄封，雞田罷跡。月落無曉，雲來自昏，鳥 / 切響於鴻塞，人銜悲於雁門，庶清塵而不泯，紀玄石而長存。